# マルトースα-D-グルコシル転移酵素
マルトースα-D-グルコシル転移酵素(Maltose alpha-D-glucosyltransferase、EC 5.4.99.16)は、以下の化学反応を触媒する酵素である。
マルトース {\displaystyle \rightleftharpoons } α,α-トレハロース
従って、この酵素の基質はマルトース、生成物はα,α-トレハロースである。
この酵素は異性化酵素、特にその他の基を移す分子内転位酵素に分類される。系統名は、マルトース α-D-グルコシルムターゼ(maltose alpha-D-glucosylmutase)である。トレハロースシンターゼ、マルトースグルコシルムターゼ等とも呼ばれる。この酵素は、デンプンとスクロースの代謝に関与している。